# Я більше не купую поцілунки
Я більше не купую поцілунки (англ. I Don't Buy Kisses Anymore) — мелодрама режисера Роберта Маркареллі.
Слоган фільму: «Берні і Тереза мають тільки одну спільну рису... вони були створені одне для одного».

## Сюжет
Фільм оповідає про сором'язливого холостяка на ім'я Берні, власника взуттєвого магазину, що дістався у спадок. Всі його вчинки є предметом дискусій серед його численної рідні. Познайомившись з дівчиною на ім'я Тереза, Берні вирішує схуднути і завоювати її серце.

## У ролях
- Джейсон Александер — Берні Фішбін
- Ніа Піплз — Тереза Гаребальді
- Лейні Казан — Сара Фішбін
- Лу Джекобі — Ірвінг Фейн
- Айлін Бреннан — Фріда
- Девід Бове — Норман Фішбін
- Мішель Скарабеллі — Конні Клінгер
- Гіларі Шепард — Ада Фішбін
- Марлена Джіові — Луїза Гаребальді
- Ральф Монако — Альберт Гаребальді
- Арлін Соркін — Моніка
- Кессі Йетс — Мелінда
- Аль Руссо — дядя Домінік
- Лела Айві — Еліс
- Маттіас Г'юз — Ерік, тренер
- Ларрі Сторч — Гіора
- Майкл Ласкін — Мелвін Фішбін
- Барбара Пілавін — бабуся Гаребальді
- Жанна Левенстейн — Анжела Гаребальді
- Роберт Дукуй — Фред
- Кенді Міло — мати у магазині
- Ренс Говард — літній чоловік
- Жан Спігл Говард — літня жінка
- Девід Дольф Бендоу — Марк Терстон
- Джеймс Донован — Ларрі
- Джек Онг — працівник кегельбану
- Бенні Грант — Ленні Фішбін
- Дебора Горман — Лінда Фішбін
- Спенсер Клейн — хлопець у магазині
- Джуліанна Мішель — дівчина у магазині
- Керолін Геннесі — офіціантка кегельбану
- Кен Оберхеу — офіціант
- Росс Маккеррас — містер Ділл
- Сюзен Г'юз — офіціантка
- Деміен Клітоу — Берні Фішбін у дитинстві